# Wyobraźnia socjologiczna
Wyobraźnia socjologiczna – w socjologii jedna z kompetencji niezbędnych do świadomego, pełnego uczestnictwa w społeczeństwie demokratycznym, polegająca na zdaniu sobie sprawy z tego, że człowiek jest istotą społeczną – żyje w otoczeniu innych ludzi, w świecie jaki zbudowali mu ludzie żyjący wcześniej i ma szansę budować społeczeństwo dla przyszłych pokoleń. Charles Wright Mills nazywa ją "najbardziej potrzebną cechą umysłu". Wyobraźnia socjologiczna wymaga przede wszystkim zdystansowania się do naszych codziennych rutynowych czynności i nowego spojrzenia na nie.
Jest to umiejętność postrzegania siebie samego wśród innych ludzi, swojego miejsca w szerszej społeczności, powiązań i relacji z innymi; świadomość własnej pozycji i roli w strukturze społecznej, świadomość własnego miejsca w procesie dziejowym. Jest to także umiejętność postrzegania samego siebie i swoich współczesnych jako twórców przyszłego społeczeństwa. Pozwala lepiej zorientować się, co dzieje się w społeczeństwie, lepiej to zrozumieć i lepiej odnaleźć własne miejsce i rolę. 
"Wyobraźnia socjologiczna umożliwia nam zrozumienie historii i biografii oraz zachodzących w społeczeństwie relacji między nimi. Takie jest jej zadanie i obietnica" – stwierdza Charles W. Mills. „Dowiedzieliśmy się, że każda jednostka żyje, z pokolenia na pokolenie, w jakimś społeczeństwie; że przeżywa ona swą biografię i to przeżywa ją w ramach pewnych historycznych sekwencji. Przez sam fakt życia przyczynia się ona, jakkolwiek w drobnej mierze, do kształtowania tego społeczeństwa i do biegu jego historii..."
Wyobraźnia socjologiczna jest w pewnej mierze udziałem każdego człowieka żyjącego w społeczeństwie, tworzy się spontanicznie jako warunek sensownego życia i przeżycia wśród innych. Jest to potoczna wyobraźnia socjologiczna, znajdująca wyraz w mądrości ludowej, porzekadłach, przysłowiach.
Z kolei naukowa wyobraźnia socjologiczna jest kształtowana przez socjologię, której jednym z głównych zadań jest budowanie systematycznej, precyzyjnej i potwierdzonej w faktach wizji ludzkiego, społecznego świata. Naukowa wyobraźnia socjologiczna korzysta z języka socjologicznego, modeli socjologicznych i teorii socjologicznych.